# Cabotier
Cabotierul sau navă de cabotaj este o navă de tonaj mic și zonă de navigație redusă, în apropiere de coastă între porturi apropiate situate în mări diferite sau în aceeași mare.